# Křemité houby
Křemité (nebo také šestičetné) houby (Hexactinellida) se vyznačují tvorbou šesti (nebo i tří) četných jehlic se sklovitým povrchem. Žijí převážně v mořských hlubinách, ale i ve sladkých vodách. Mají tendenci vytvářet synsiciální organizaci jednotlivých typů buněk. Jejich larva je vždy parenchymula.
K roku 2013 bylo známo asi 600 druhů. Křemité houby tvoří 8 % všech známých mořských hub. V současnosti (2013) se dělí na 19 čeledí a 125 rodů.
Křemité houby se vyznačují dlouhověkostí: stáří jednoho exempláře druhu Scolymastra joubini nalezeného v Rossově moři u pobřeží Antarktidy se odhaduje mezi 15 000 a 23 000 lety.

## Zajímavost
Houba křemitka pletená vyrábí sklo z křemíku obsaženého ve vodě. Toto „biosklo“ je pevné, dokonce se na něm dá zavázat uzel a nepraskne. Využití má v budoucnosti – má nahrazovat optická vlákna, která lehce prasknou.